# Besana in Brianza
Besana in Brianza là một đô thị ở tỉnh Monza và Brianza, vùng Lombardia, Italia. Đô thị này có diện tích 15,7 ki-lô-mét vuông, dân số cuối năm 2006 là 14.890 người. Các đơn vị cấp dưới gồm: Calò, Casaglia, Cazzano, Montesiro, Valle Guidino, Vergo Zoccorino, Villa Raverio